# Liste des rois de Tir Conaill
La liste des rois de Tir Conaill ne peut être établie avec quelques certitudes qu’à partir de Loingsech mac Oengus descendant à la septième génération de Conall Gulban et Ard ri Érenn de 695 à 704.
Le fondateur du Cenél Conaill, Conall Gulban était un fils de l’Ard ri Érenn semi légendaire Niall Noigiallach ancêtre des O’Neill et un frère d’Éogan lui-même fondateur de la lignée du Cenél nEógain ; rois d’Ailech et du Tir Éogain. 
Conall Gulban mac Neil (+464) conquit la partie nord ouest de l’ancien Ulster qui correspond à l’actuel Comté de Donegal. Le Cenél Conaill fut exclu de la fonction d’Ard ri Érenn après la déposition en 734 de Flaithbhertach mac Loingsig (+765) dixième membre de cette famille à avoir porté ce titre. 
Les différentes branches de la famille de Conall Gulban qui régnèrent sur le Tir Conaill portèrent ensuite les noms de Ua Maoldoraidh (O’Muldory) Ua Canannain (O’Canannan) Ua Dochartaigh (O’Doherty) et enfin Ua Domhnaill (O’Donnel) . 
Ces derniers conservèrent le titre de roi de Tir Conaill jusqu’à la fuite en 1607 de Ruaidri mac Aodh O’Donnel qui mourut exilé à Rome l’année suivante. Les domaines du Cenél Conaill furent alors attribués à des colons protestants dans le cadre des Plantations organisées par le roi Jacques Ier d'Angleterre. 
Cependant un descendant à la 7 génération du roi Calvagh mac Manus; Niall Gharbh mac Manus O’Donnel (+1811) fut intégré dans la noblesse anglo-irlandaise avec le titre de Baron O Donnel en 1780.

## Liste des premiers chefs ou rois du Tir Conaill
- 670-704 : Loingsech mac Oengusso mac Domnaill mac Áed mac Ainmere mac Sétnai.
- Fergal mac Loingsig († 707)
- Flaithbhertach mac Loingsig (déposé 734)
- Áed Muindearg († 747) Rí na Tuaisceart
- Loingsech mac Flaithbertaigh († 754)
- Murchad mac Flaithbertaigh († 762)
- Domnall mac Áeda Muindeirg († 804) Rí na Tuaisceart
- Mael Breasail mac Murchad († 819)
- Dalach mac Muirchertach († 870)
- Mael Breasail mac Maoldoraidh († 898)
- Fogartach mac Maoldoraidh († 904)
- Eigneachan mac Dalaich († 906)
- Ruaidrí Ua Canannáin († 950)
- Maolcoluim Ua Canannain, (950-957)
- Aonghus mac Maolbreasail Ua Maoldoraidh, (957-961)
- Muirchertach Ua Canannain, (961-963)
- Maioliosa Ua Canannain, (963-967)
- Giollacoluim mac Diarmaid Ua Canannain, (967-977)
- Tighearnan Ua Maoldoraidh, (977-980)
- Aodh Ua Maoldoraidh, (980-990)
- Ruaidri mac Niall Ua Canannain, (990-997)
- Flaithbhertach mac Loingsig Ua Canannain, (997-1000)
- Maolrunaidh Ua Maolrunaidh, (1000-1027)
- Muirchertach Ua Maolrunaidh, (1027-1029)
- Ruaidri Mor mac Giollacoluim Ua Canannain, (1029-1030)
- Domnall mac Maolrunaidh Ua Maoldoraidh, (1030-1032)
- Flaithbeartach Ua Canannain, (1032-1045)
- Niall Ua Maoldoraith, (1045-1059)
- Ruaidri mac Flathbeartach Ua Canannain, (1059-1071)
- Donnchad Ua Canannain, (1071-1075)
- Domnall mac Ruadrai Ua Canannain, (1075-1083)
- Murchad Ua Maoldoraidh, (1083-1085)
- Aed Ua Canannain, (1085-1093)
- Ruaidri Ua Canannain, (1093-1135)
- Niall mac Domnaill Ua Lochlainn (1101-1119)
- Flaithhbertach Ua Canannain, (1135-1153)
- Aed mac Ruaidri Ua Canannain, (1153-1156)
- Aithchleireach Ua Canannain, (1156-1160)
- Magnus Ua Canannain, (1160-1165)
- Ruaidri Ua Canannain, (1165-1188)
- Flaithbertach Ua Maoldoraidh, (1188-1197)
- Eachmarcach Ua Dochartaigh, (1197)

## Dynastie des Uí Domhnaill
- 1197-1207 : Êicnechán mac Donnchad tué en 1207,
- 1207-1241 : Domnall Mór mac Éicnecháin  Ó Domhnaill mort en 1241,
- 1241-1247 : Maol Seachlainn mac Domnaill Ó Domhnaill tué en 1247, 
  - 1247-1248 : Ruaidri Ua Canannain usurpateur,
- 1248-1258 : Gofraid mac Domnaill Ó Domhnaill tué en 1258,
- 1258-1281 : Domnall Óc mac Domnaill Ó Domhnaill tué en 1281,
- 1281-1290 : Áed mac Domnaill Óic Ó Domhnaill déposé,
- 1290-1291 : Toirdhealbhach mac Domnaill Óic Ó Domhnaill déposé en 1291 & tué 1303.
- 1291-1333 : Áed mac Domnaill Óic Ó Domhnaill rétabli mort en 1333
- 1333-1342 : Conchobar mac Aodha Ó Domhnaill tué en 1342,
- 1342-1343 : Niall mac Aodha  Ó Domhnaill tué en 1348
- 1343-1352 : Aonhgus mac Conchobhair Ó Domhnaill, tué en 1352,
- 1352-1356 : Fedhlimidh mac Aodha Ó Domhnaill, tué en 1356,
- 1352-1359 : Seoán mac Conchohbair Ó Domhnaill, déposé,
  - 1359-1362 : Cathal Óg Ua Chonchobair Sligigh mort le 3 novembre 1362 usurpateur issu du clan Ua Conchobair Sligo
- 1362-1380 : Seoán mac Conchohbair Ó Domhnaill, restauré meurt en 1380,
- 1380-1422 : Toirdhealbhach an Fhíona mac Néill Ó Domhnaill, se retire au couvent, mort en 1423.
- 1422-1439 : Niall Gharbh mac Toirdhealbhaigh Ó Domhnaill, meurt en captivité.
- 1439-1452 : Neachtan mac Toirdhealbhaigh Ó Domhnaill, tué en 1452
- 1452-1454 : Ruaidhrí mac Neachtain Ó Domhnaill, tué le 7 avril 1454
- 1454-1456 : Domnhall mac Niall Ghairbh Ó Domhnaill, tué le 28 mai 1456
- 1456-1461 : Toirdhealbhach Cairbreach mac Neachtain Ó Domhnaill déposé,
- 1461-1497 : Aodh Ruadh mac Niall Ghairbh Ó Domhnaill, abdique le 26 mai 1497
- 1497-1497 : Conn mac Aodha Ruaidh Ó Domhnaill mort le 19 octobre 1497,
- 1497-1505 : Aodh Ruadh mac Niall Ghairbh Ó Domhnaill restauré, meurt le 11 juillet 1505.
- 1505-1537 : Aodh Dubh mac Aodha Ruaidh Ó Domhnaill mort le 5 juillet 1537,
- 1537-1555 : Maghnus mac Aodha Duibh Ó Domhnaill emprisonné par son fils meurt en captivité le 9 février 1563,
- 1555-1566 : An Calbhach mac Maghnusa  Ó Domhnaill meurt le 26 octobre 1566.
- 1566-1592 : Aodh mac Maghnusa  Ó Domhnaill, abdique en faveur de son fils mort en 1600
- 1592-1602 : Aodh Ruadh mac Aodha  Ó Domhnaill, (1572- 10 septembre 1602)
- 1602-1607 : Ruaidri mac Aodha  Ó Domhnaill (1575-1608)

## Sources
- (en) Edel Bhreathnach Four Courts Press for The Discovery Programme Dublin (2005) The kinghip and landscape of Tara Table 6 « Cenél Conaill » p. 350-351.

- (en) Francis John Byrne Four Courts History Classics Dublin 2001  (ISBN 1-85182-196-1) Irish Kings and High-Kings « High-Kings of the Northern Ui Neill » Table 4 p. 283.

- (en) Theodore William Moody, Francis John Byrne, Francis X.Martin A New History of Ireland Tome IX; « Maps Genealogies, Lists ». Oxford University Press  (ISBN 0-19-821745-5), Liste p. 214-215.